# Мирослав Пујић
Проф. др Мирослав Пујић (Земун, 29. мај 1954) је српски теолог, аутор и комуникациони стручњак. Познат је по раду у области постмодернизма, духовног развоја и савремене комуникације у религијском и културолошком контексту.

## Образовање
Основне студије теологије завршио је на Њуболд колеџу у Енглеској. Магистрирао је културолошку антропологију на Фулер семинарију у Сједињеним Америчким Државама 1992. године. Докторску тезу из социологије одбранио је 2005. године на Андруз универзитету у САД.

## Каријера
Од 1995. до 2015. био је директор комуникација у Трансевропској дивизији Адвентистичке цркве са седиштем у Енглеској, где је развио LIFEconnect пројекат намењен дијалогу са постмодерним појединцима.
Као члан Центра за секуларне и постмодерне студије, обучавао је стотине лидера и активиста широм света у области комуникације, мисије и изградње односа са савременим друштвом.

## Центар „Више од живота“
Од 2017. године, Пујић је директор Центра за едукацију и целовити развој „Више од живота“ у Србији. Центар се бави организовањем предавања, подкаста, радионица и емисија у области духовности, психологије, породице и савремене културе.

## Објављена дела

### Књиге
- Не заборави да се сећаш, Теолошки факултет Београд, 2017. ISBN 978-86-423-0522-6
- Духовна кондиција, TIP Препород, 2016. ISBN 978-86-423-0562-1
- Мостови живота (2017, ТИП Препород, Нова Пазова)[1]
- Више од живота, TIP Препород, 2019. ISBN 978-86-423-0564-6
- Буди дрво а не димњак, TIP Препород, 2020. ISBN 978-86-423-0589-9
- Пробуди се за истину, TIP Препород, 2023. ISBN 978-86-423-0661-2
- Каква нас будућност чека, TIP Препород, 2024.
- Пре него што умреш, TIP Препород, 2024. ISBN 978-86-423-0685-8

### Стручни радови
- Pujić, Miroslav. "Postmodernism: An Emerging Culture", Journal of Adventist Mission Studies, vol. 2, no. 2, 2006, pp. 4–11.[2]
- Pujić, Miroslav. "A Disciple-making Strategy to Reach the Emerging Postmodern Generation", Journal of Adventist Mission Studies, vol. 1, no. 2, 2005.[3]
- Pujić, Miroslav. "Postmodernism: An Emerging Culture", излагање на међународној конференцији у Сеулу, 2014.[4]
- Чланци у часопису Ministry Magazine.[5]

## Галерија
- Проф. др. Мирослав Пујић за говорницом током предавања у Торонту